# Kyle Seeback
Kyle Seeback, né le 19 août 1970 à Brampton, est un avocat et un homme politique canadien.
Membre du Parti conservateur du Canada, il est député à la Chambre des communes de la circonscription de Brampton-Ouest de 2011 à 2015 et de la circonscription de Dufferin—Caledon depuis l'élection de 2019.

## Biographie
Avant son élection, il est un employé de Simmons Da Silva & Sinton LLP.
En 2015, il est défait par la libéral Sonia Sidhu dans la nouvelle circonscription de Brampton-Sud.
Lors des élections de 2025, il est réélu pour un troisième mandat de suite dans Dufferin—Caledon.